# Sporting Club de Barranquilla
Lo Sporting Club de Barranquilla è stata una società calcistica colombiana di Barranquilla, fondata il 26 febbraio 1950.

## Storia
La società fu fondata nel 1950, e rappresentò la città di Barranquilla nella massima serie colombiana, insieme al Junior: lo Sporting partecipò in luogo del Deportivo Barranquilla, che aveva giocato nel campionato 1949. La formazione giallo-nera debuttò in prima divisione nel Fútbol Profesional Colombiano 1950, chiudendo all'11º posto in classifica con 28 punti in 30 partite. Nel torneo del 1951 raggiunse il 7º posto su 18 partecipanti, avendo raccolto 37 punti in 34 gare. Nel Fútbol Profesional Colombiano 1952 il suo rendimento calò, e si classificò 14º. Il campionato del 1953 lo vide chiudere al 9º posto: la società fu poi sciolta. Negli anni 1980 fu re-istituita, e dopo aver vinto la seconda divisione nel 1987 partecipò ad altre tre edizioni del campionato (1988, 1990 e 1991) prima di sparire definitivamente.